# アラン・アスペ
アラン・アスペ（Alain Aspect フランス語発音: [aspɛ], 1947年6月15日 - ）は、フランスの物理学者である。フランス国立科学研究センター研究主任。
2010年にジョン・クラウザー、アントン・ツァイリンガーとともウルフ賞物理学部門を受賞し、2022年に3人はノーベル物理学賞を受賞した。

## 経歴
アジャン出身。1969年にグランゼコールのカシャン高等師範学校（現・パリ＝サクレー大学）を卒業し、 1971年に光学高等師範学校（現・光学大学院）から物理学のPh.D.を取得。1983年にパリ第11大学パリ・シュドからPh.D.を取得。1985年から1992年まで、クロード・コーエン＝タヌージの下でコレージュ・ド・フランスに在籍し、研究室の副所長を務めた。2005年からはエコール・ポリテクニークの教授を務める。2015年王立協会外国人会員選出。

## 業績
1980年代初期にフランスで共同実験者とともにベルの不等式を検証する実験を行った。その実験でアスペは、ベルの不等式の一種であるCHSH不等式が破られていることを示した。
彼の実験は多くの物理学者によってベルの不等式が成り立たない、すなわち局所実在論は正しくない、ということを決定づけるものとして受け入れられた。ただこの実験には不完全な点があるとして、より完全な検証が他のグループにより続けられた。
ベルの不等式の検証実験の実施後は、主にレーザー冷却やボーズ・アインシュタイン凝縮の実験的研究を行っている。

## 受賞歴
- 2010年 ウルフ賞物理学部門
- 2011年 トムソン・ロイター引用栄誉賞
- 2012年 アルベルト・アインシュタイン・メダル
- 2013年 バルザン賞
- 2022年 ノーベル物理学賞